# Gimnasio de la Universidad de Pekín

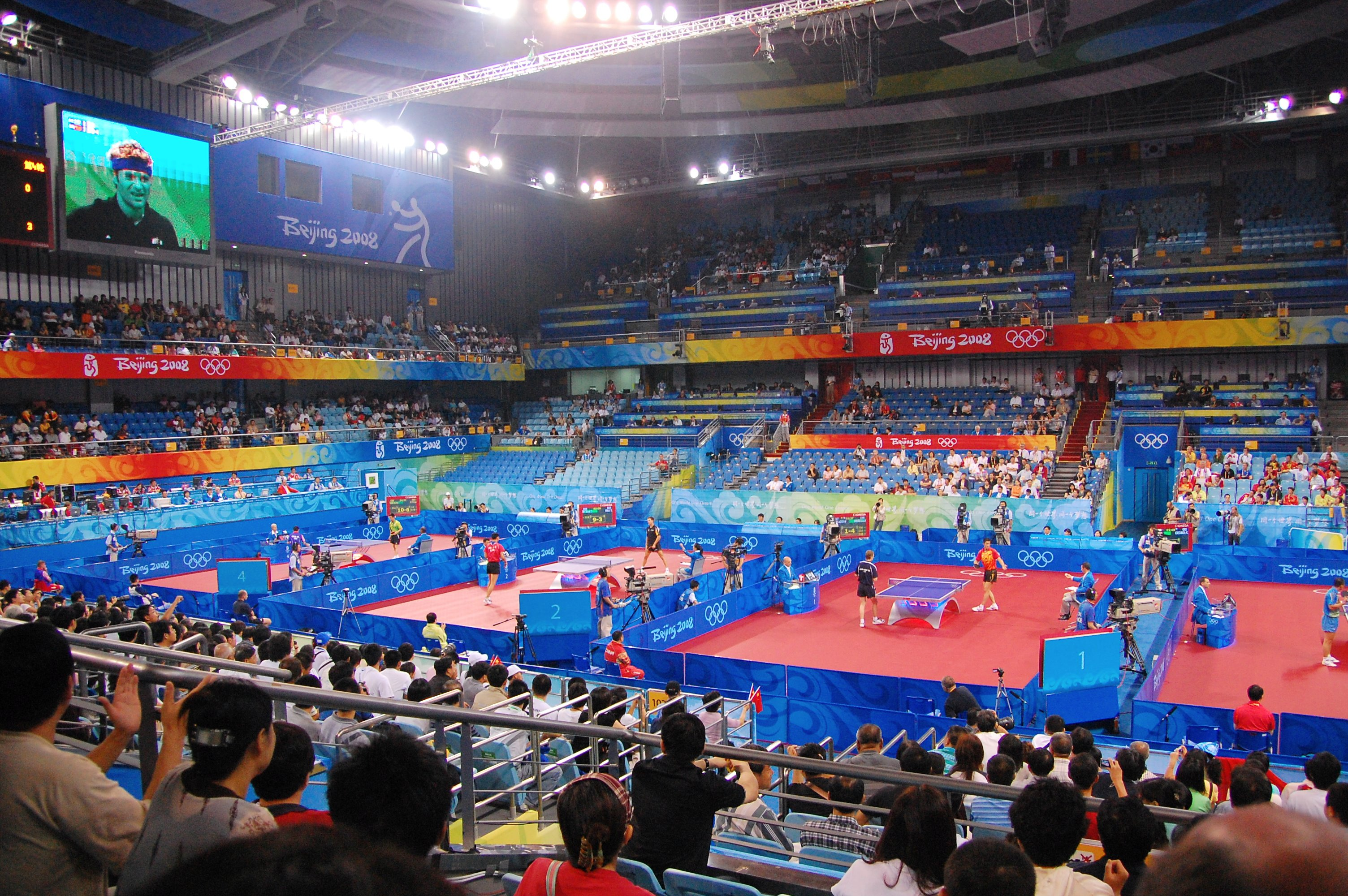
Gimnasio de la Universidad de Pekín durante los Juegos Olímpicos de Pekín 2008

El Gimnasio de la Universidad de Pekín es un pabellón deportivo en la capital china donde se celebraron las competiciones de tenis de mesa de los Juegos Olímpicos de 2008. 

## Ubicación
Está ubicado en el campus de la Universidad de Pekín (distrito de Haidian), al noroeste de la capital china, 8 km al oeste del Parque Olímpico.

## Capacidad
El gimnasio tiene una superficie de 26.900 m², 6.000 asientos permanentes y 2.000 asientos temporales. Se completó en agosto de 2007. En noviembre de 2011, Khoo Teck Puat donó unos 173 millones de RMB a la Universidad de Pekín para la construcción y el gimnasio se tituló Gimnasio de Khoo Teck Puat.

## Remodelación
Después de los Juegos Olímpicos, el gimnasio se renovó entre septiembre de 2010 y octubre de 2011. El gimnasio se ha convertido en un complejo deportivo que incluye gimnasio, piscina y canchas e instalaciones para una variedad de deportes que incluyen bádminton, tenis de mesa, squash y billar.